# Berlin-Nikolassee
Nikolassee ist ein Ortsteil im Bezirk Steglitz-Zehlendorf in Berlin.

## Geographie

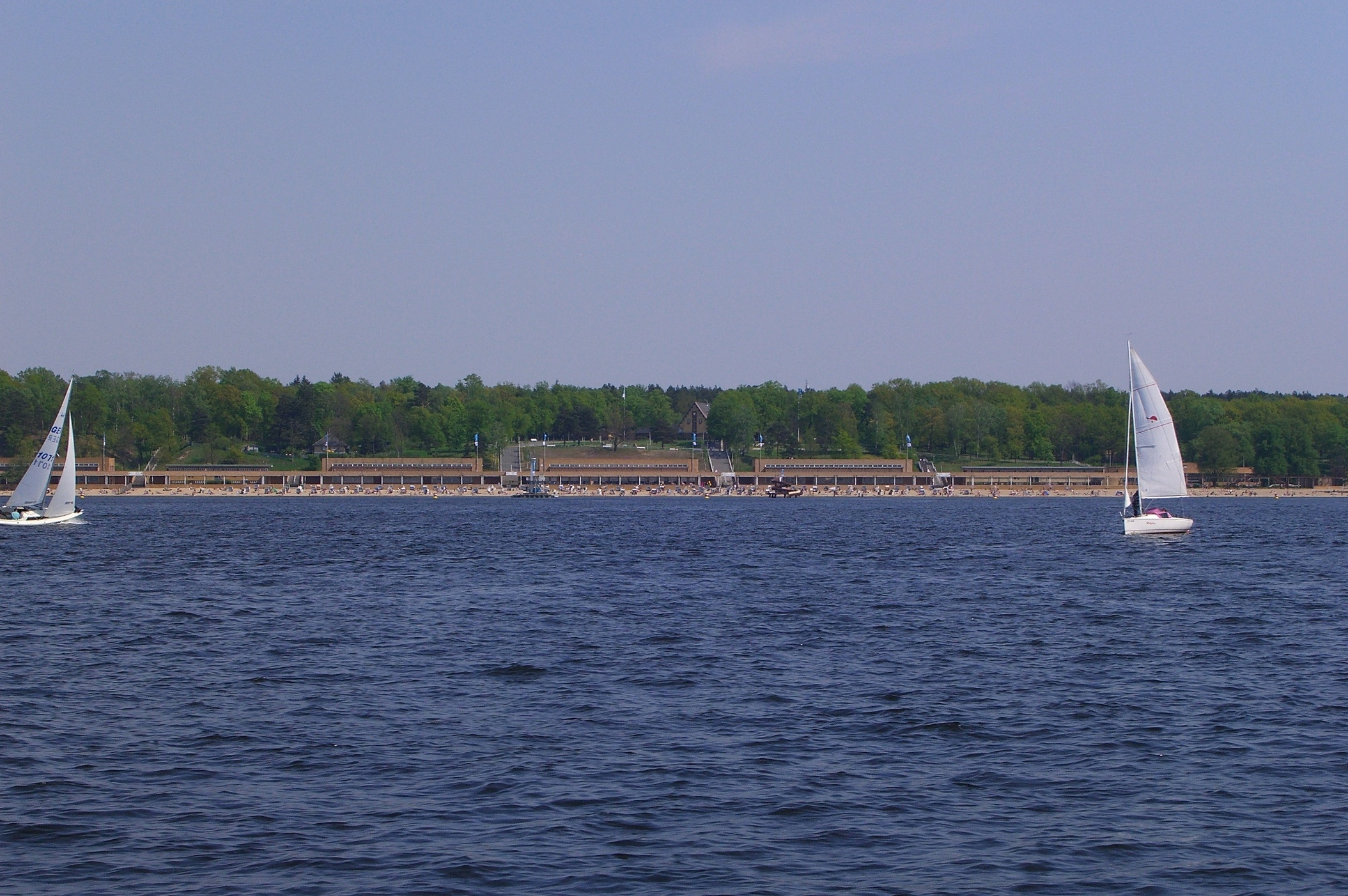
Strandbad Wannsee

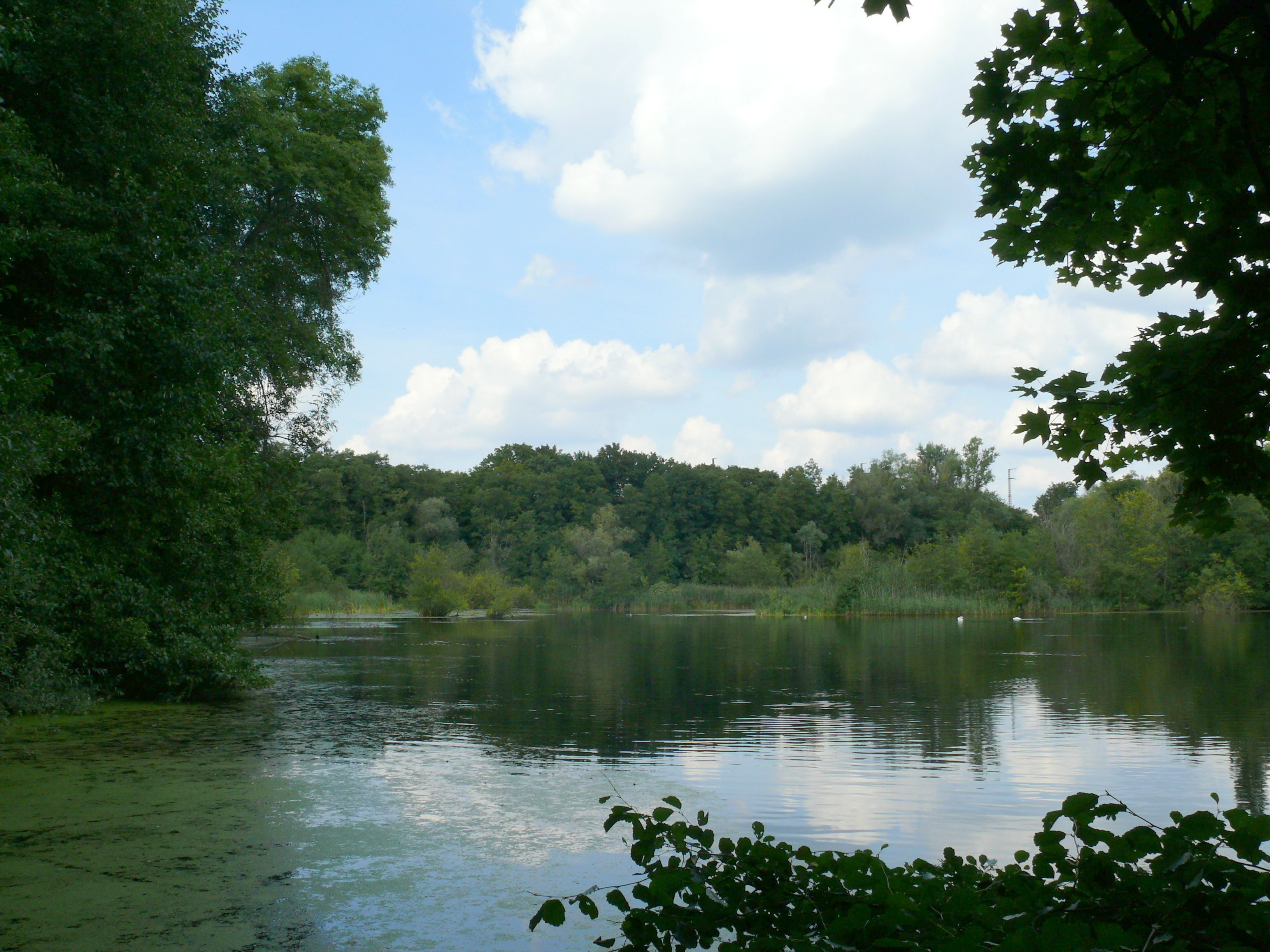
Nikolassee

Nikolassee liegt im Südwesten Berlins zwischen den Ortsteilen Wannsee, Grunewald, Zehlendorf und Schlachtensee. Im Westen grenzt Nikolassee an die Havel mit dem Großen Wannsee.

### Gewässer
- Havel und Havelseen (von Nord nach Süd)
  - Lieper Bucht (Lage)
  - Kleine Steinlanke (Lage)
  - Große Steinlanke (Lage)
  - Klare Lanke (Lage)
  - Großer Wannsee (Nikolasseer Teil) (Lage)

- Inseln
  - Lindwerder (Lage)
  - Schwanenwerder (Lage)
- Nikolassee (Lage)
  - Nikolasgraben (Lage)

### Gliederung des Ortsteils

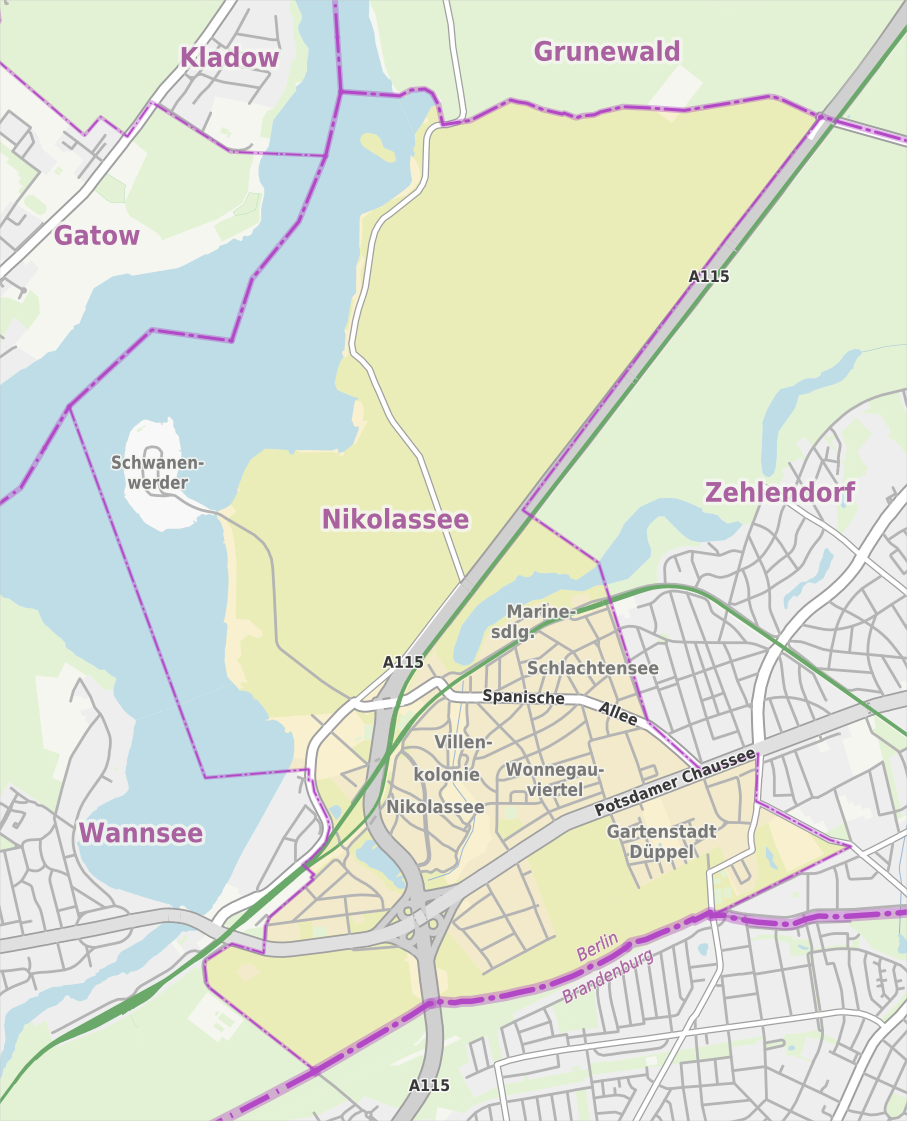
Übersichtskarte des Ortsteils Nikolassee

- Gartenstadt Düppel (auf dem Gelände des ehemaligen Ritterguts Düppel)
- Germanenviertel (mit Straßennamen überwiegend nach germanischen Volksstämmen), mittlerer Teil der von der HAG geplanten Villenkolonie
- Hubertshäuser / Kolonie Neu-Zehlendorf: Der königliche Kammerrat Hubert erhielt 1772 von König Friedrich II. den Auftrag, südwestlich von Zehlendorf eine Kolonie für ausgediente Söldner zu gründen. Dafür wurden 240 Morgen mageren Bodens von den Zehlendorfer Bauern für 1000 Taler erworben. Die Besiedelung begann auf dem kontributionsfreien Gebiet nach 1775 und das besiedelte und landwirtschaftlich erschlossene Gelände – als Hubertshäuser ausgewiesen – wurde der Gemeinde vom König vor 1780 übereignet. Später wurde diese Siedlung als Kolonie Neu-Zehlendorf geführt.[1]
- Kleistviertel,[2] zwischen Waldfriedhof Zehlendorf, Königsweg, Bundesautobahn 115 und Potsdamer Chaussee
- Wagnerviertel[3] oder Nibelungenviertel (mit Straßennamen nach Figuren aus Richard Wagners Opernzyklus Der Ring des Nibelungen), westlicher Teil der von der HAG geplanten Villenkolonie Nikolassee, zwischen dem Nikolassee, der Bundesstraße 1 und der Eisenbahntrasse
- Waldhaus-Viertel
- Wonnegauviertel (mit Straßennamen nach Orten im rheinhessischen Wonnegau), nördlich vom Waldfriedhof Zehlendorf

## Geschichte

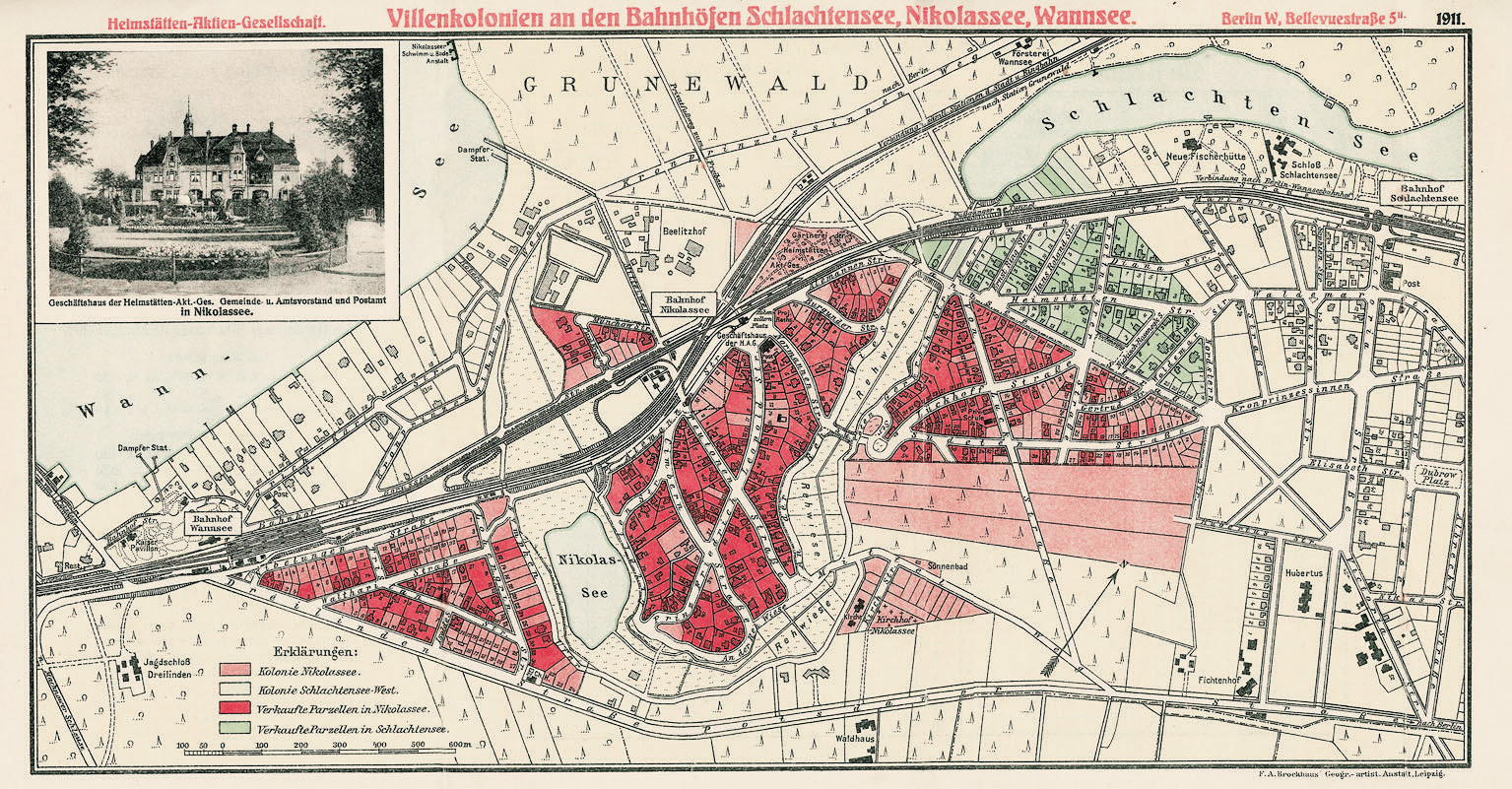
Karte der Villenkolonien an den Bahnhöfen Nikolassee, Schlachtensee und Wannsee, 1911

Die Villenkolonie Nikolassee wurde 1901 gegründet und 1910 zu einer selbstständigen preußischen Landgemeinde im Landkreis Teltow. 1902 wurde der Bahnhof Nikolassee eingeweiht, der sich damals noch auf freiem Feld befand. Im Jahr 1906 entstand die Anlage des späteren evangelischen Kirchhofs Nikolassee, auf dem 1912–1913 eine Kapelle errichtet wurde. Gegenüber dem Friedhof wurde ab 1909 die evangelische Kirche Nikolassee erbaut. 1913 wurde das Rathaus Nikolassee gegenüber vom Bahnhof eingeweiht.
Bei der Bildung von Groß-Berlin 1920 wurde Nikolassee ein Ortsteil des neu gegründeten Bezirks Zehlendorf. Südliche Grenze war die Dreilindenstraße, über die damals der Fernverkehr geführt wurde, angrenzende Gebiete kamen erst 1928 mit der Auflösung des Gutsbezirks Düppel zu Nikolassee und damit zu Berlin. In den 1930er Jahren kam am Ostrand von Nikolassee die Siedlung Wonnegauviertel hinzu.
Seit 2001 ist Nikolassee Ortsteil des Bezirks Steglitz-Zehlendorf. Im Dezember 2020 gab Nikolassee einen größeren Gebietsteil an den neugebildeten Ortsteil Schlachtensee ab.

## Bevölkerung
| Jahr | Einwohner |
| ---- | --------- |
| 1910 | 01.457    |
| 1919 | 01.982    |
| 1930 | 03.265    |
| 1938 | 06.780    |
| 1946 | 09.711    |
| 1950 | 13.068    |
| 1960 | 12.490    |
| 1970 | 12.658    |
| 1987 | 14.551    |
| 2000 | 15.292    |

| Jahr | Einwohner |
| ---- | --------- |
| 2007 | 15.865    |
| 2010 | 16.073    |
| 2015 | 15.995    |
| 2020 | 11.642    |
| 2021 | 11.711    |
| 2022 | 11.848    |
| 2023 | 11.677    |
| 2024 | 11.641    |

Der Rückgang der Einwohnerzahl im Jahr 2020 ist darauf zurückzuführen, dass Teile von Nikolassee dem neu entstandenen Ortsteil Schlachtensee zugeordnet wurden.

## Sehenswürdigkeiten
- Bauten

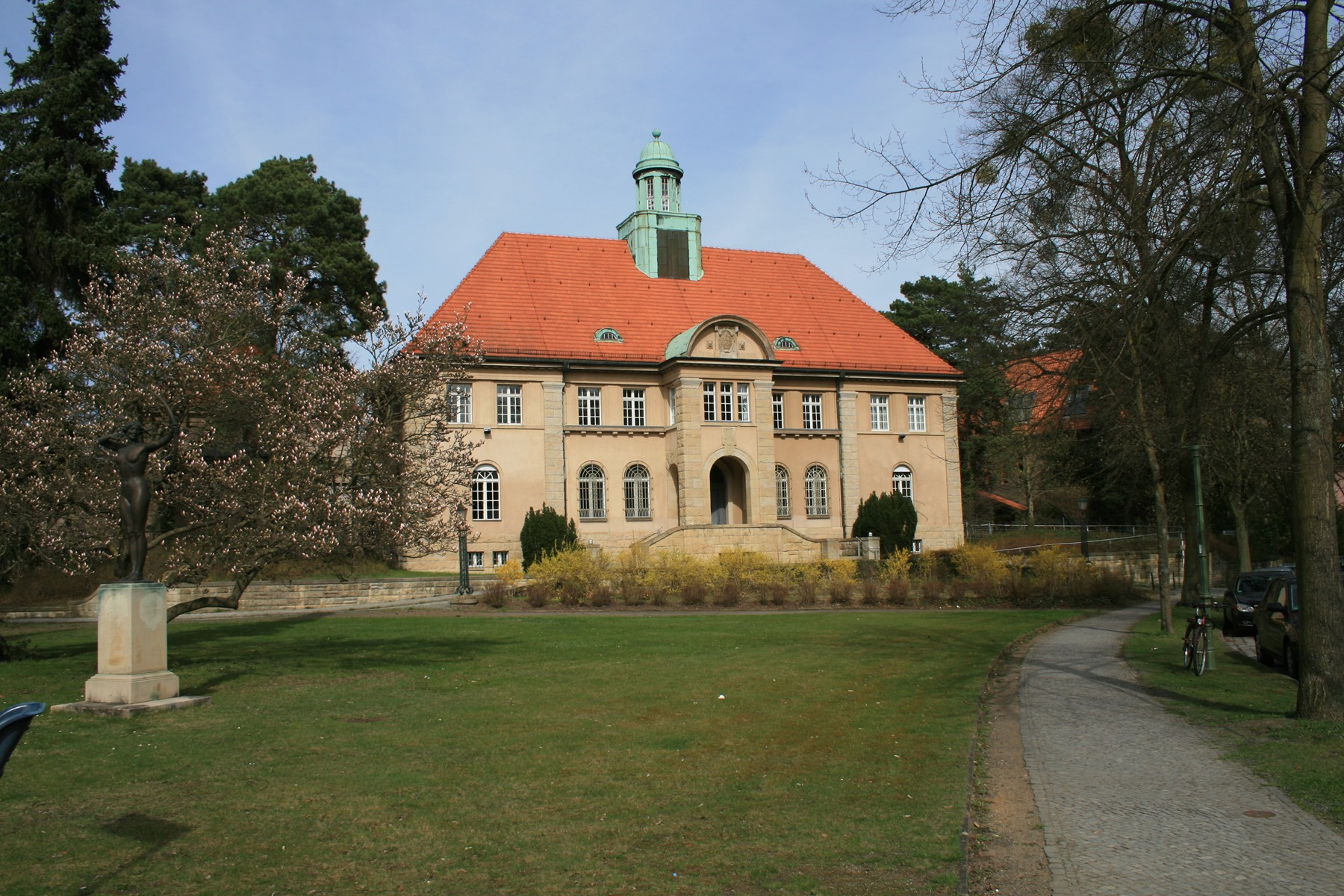
Rathaus Nikolassee
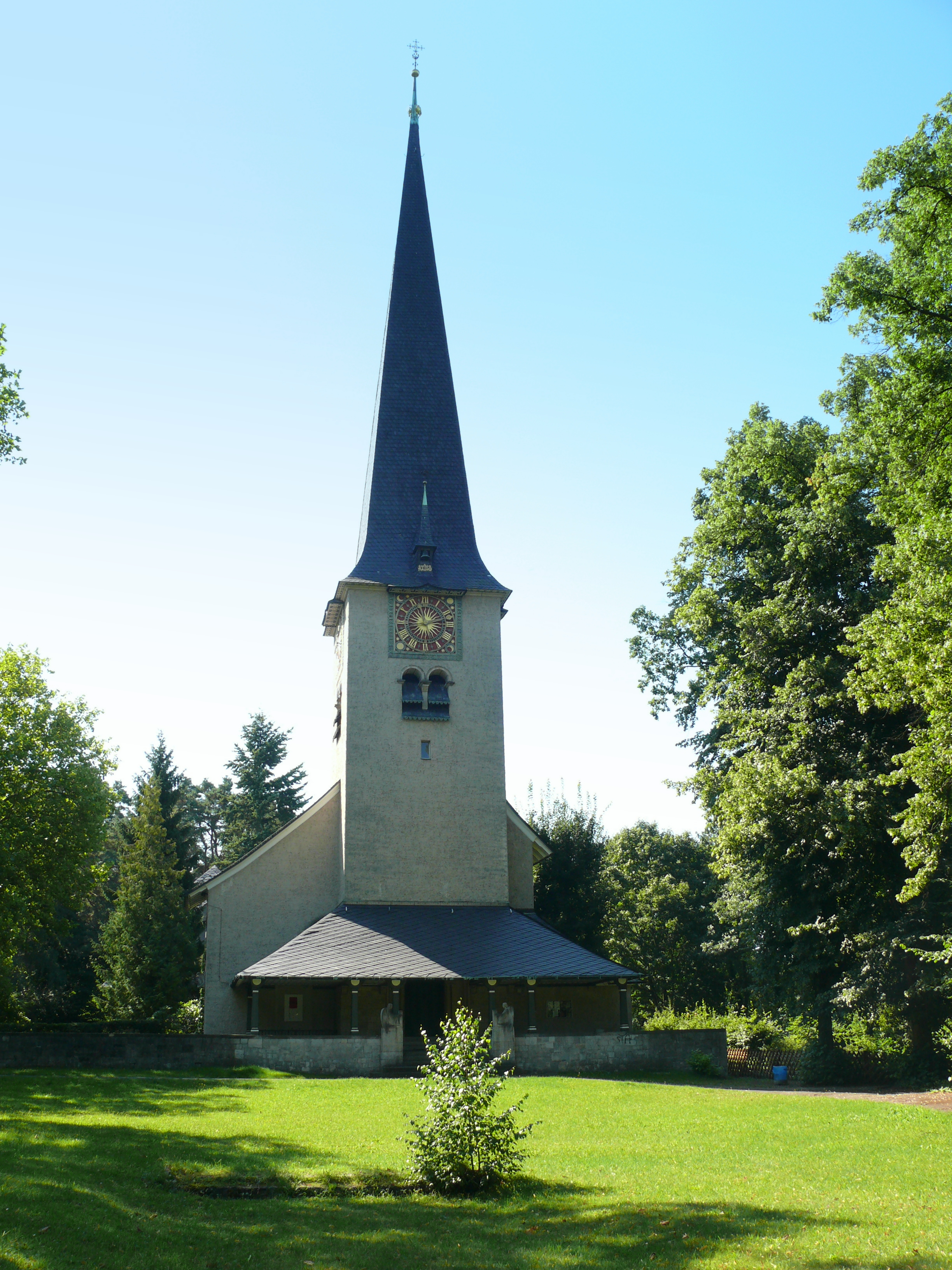
Evangelische Kirche Nikolassee
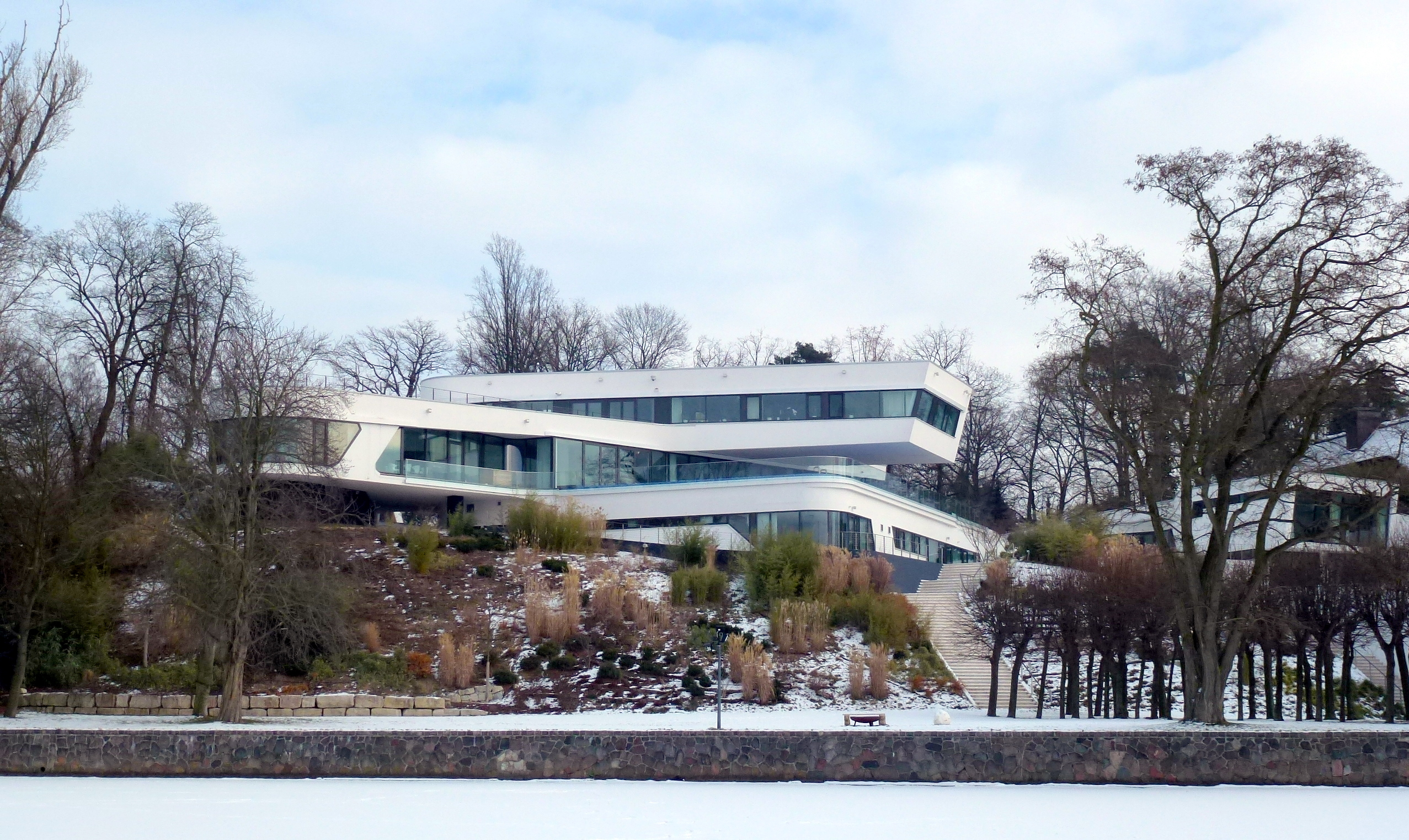
Villa auf Schwanenwerder
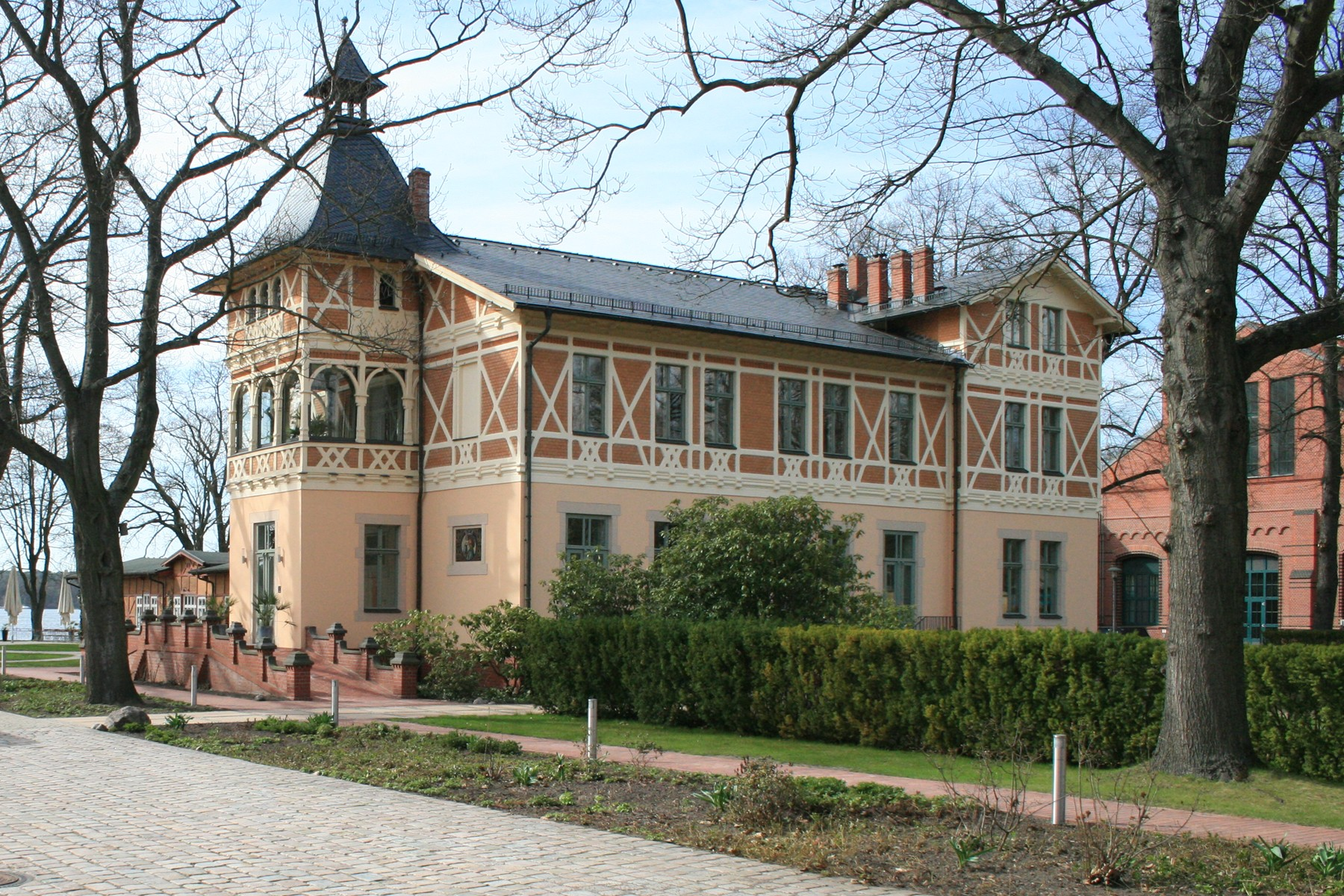
Ausflugsgaststätte Schloss Wannsee

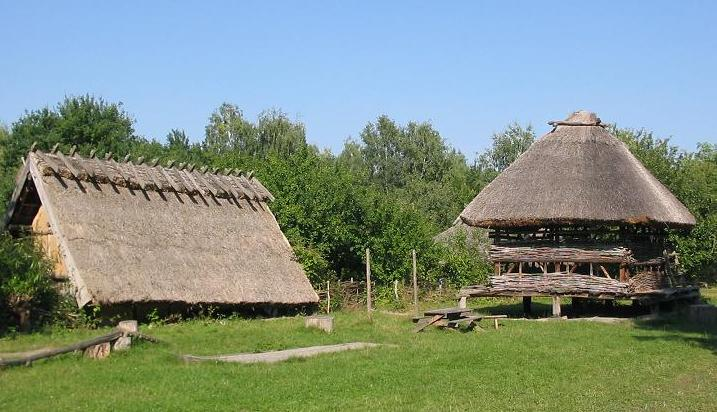
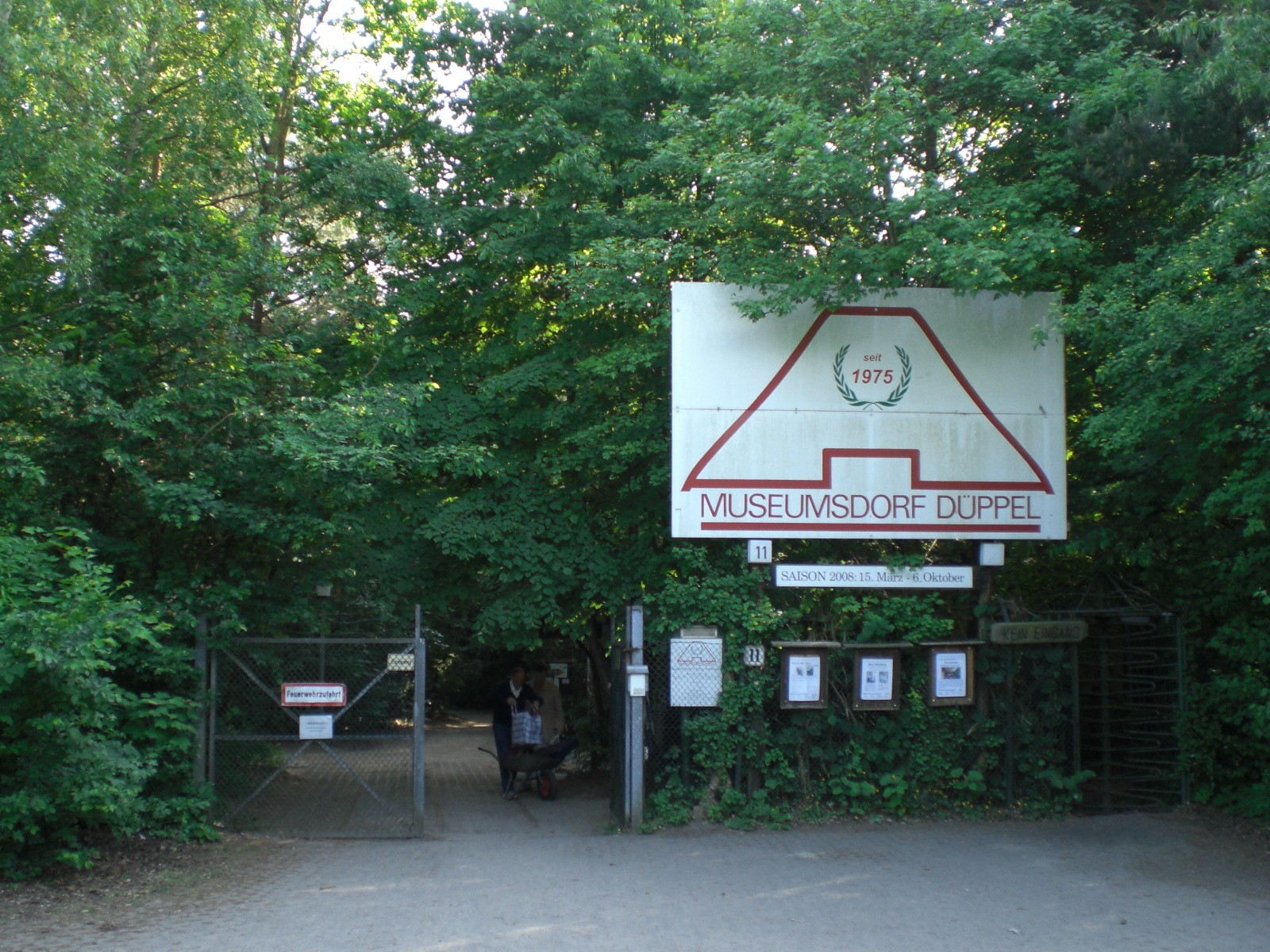
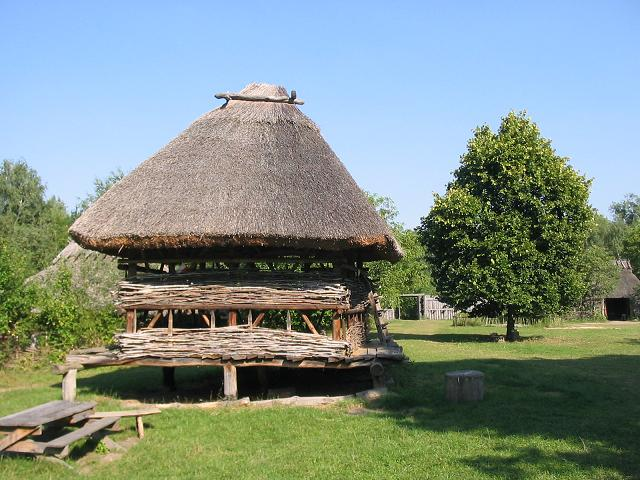
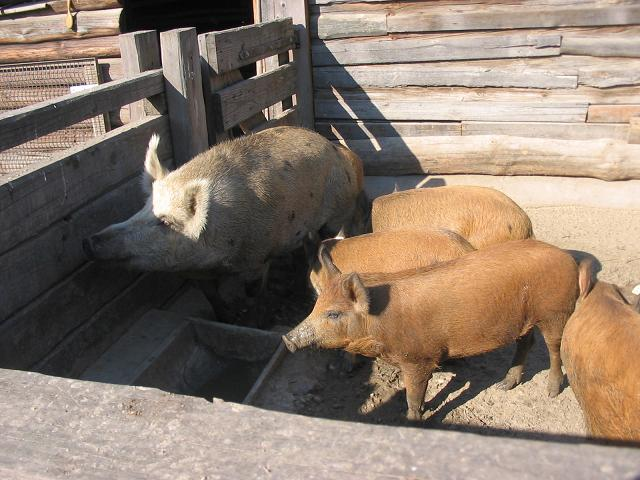

- Museumsdorf Düppel

- Villenkolonie Nikolassee

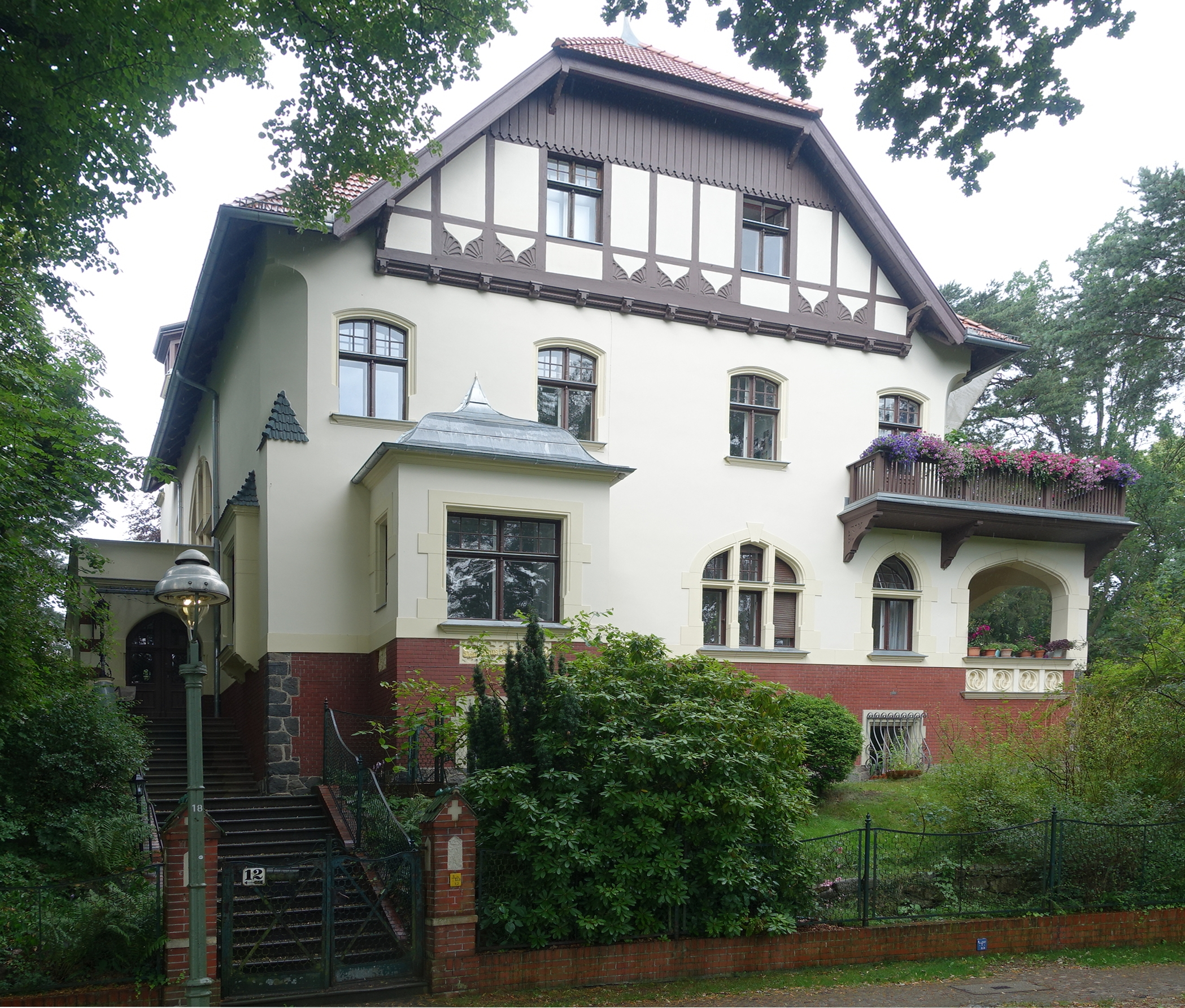
An der Rehwiese 12, Villa Henneberg, erbaut 1903
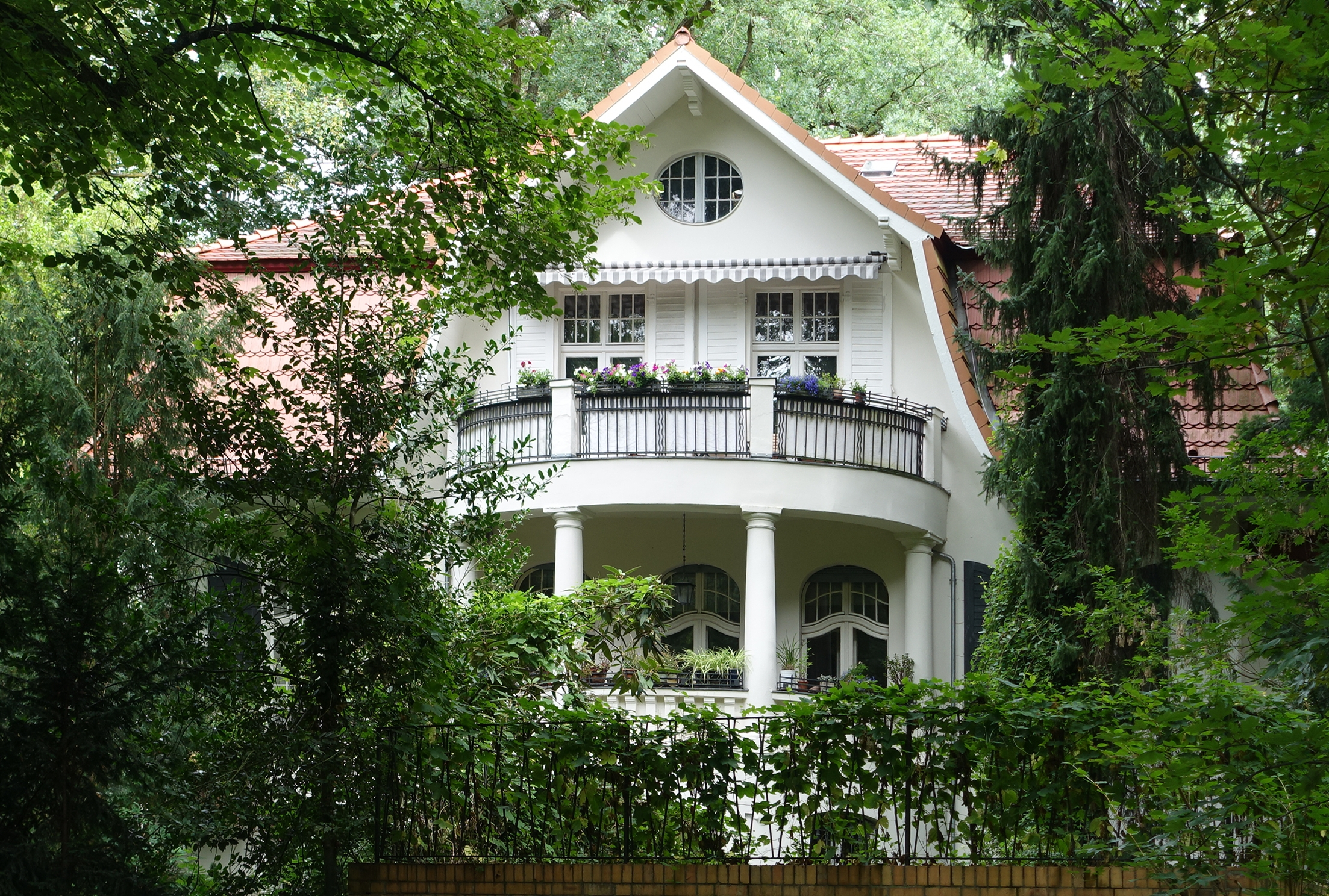
An der Rehwiese 31, Landhaus Stabe, erbaut 1909
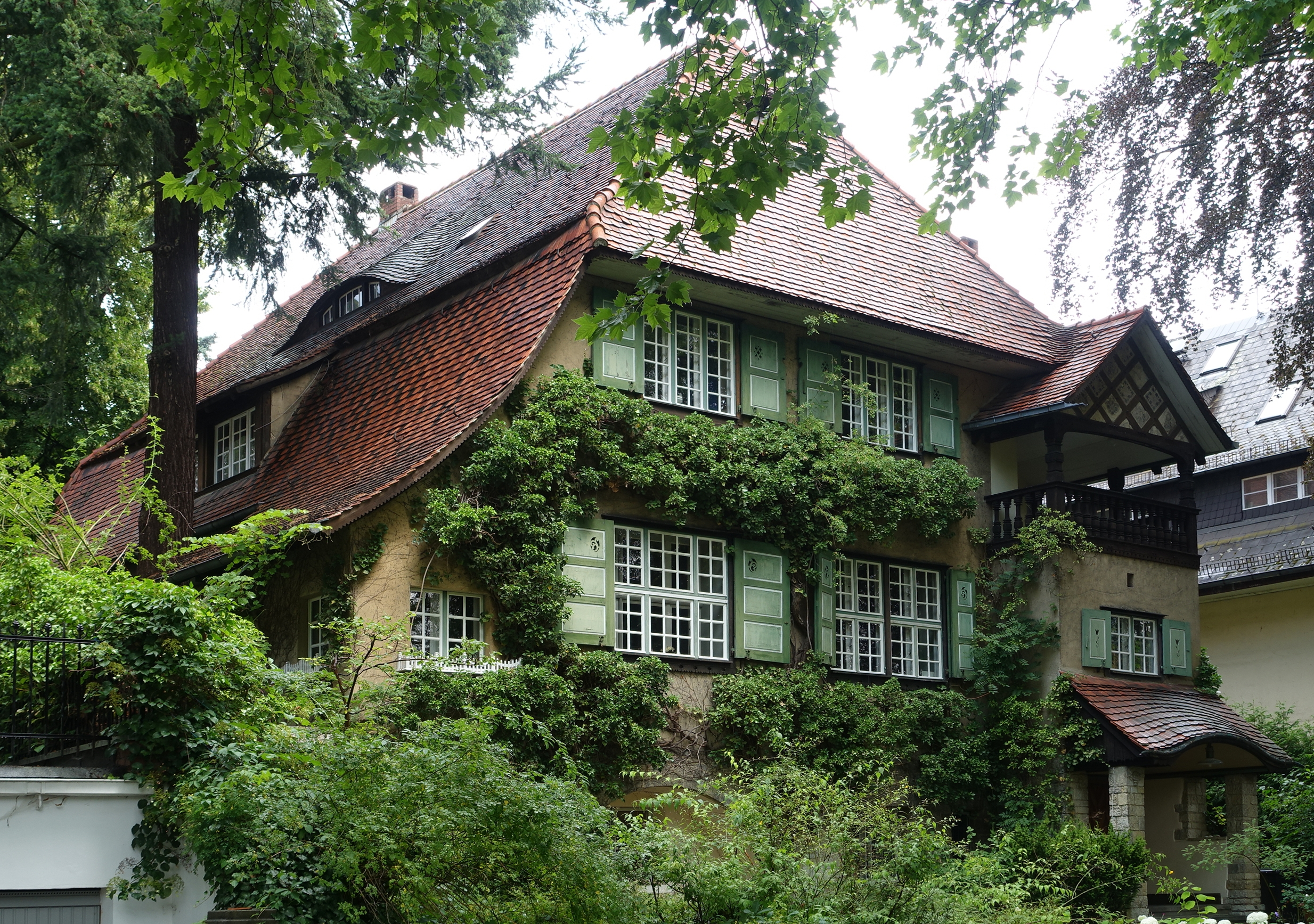
Burgunder Straße 8, Haus Blunck, erbaut 1905
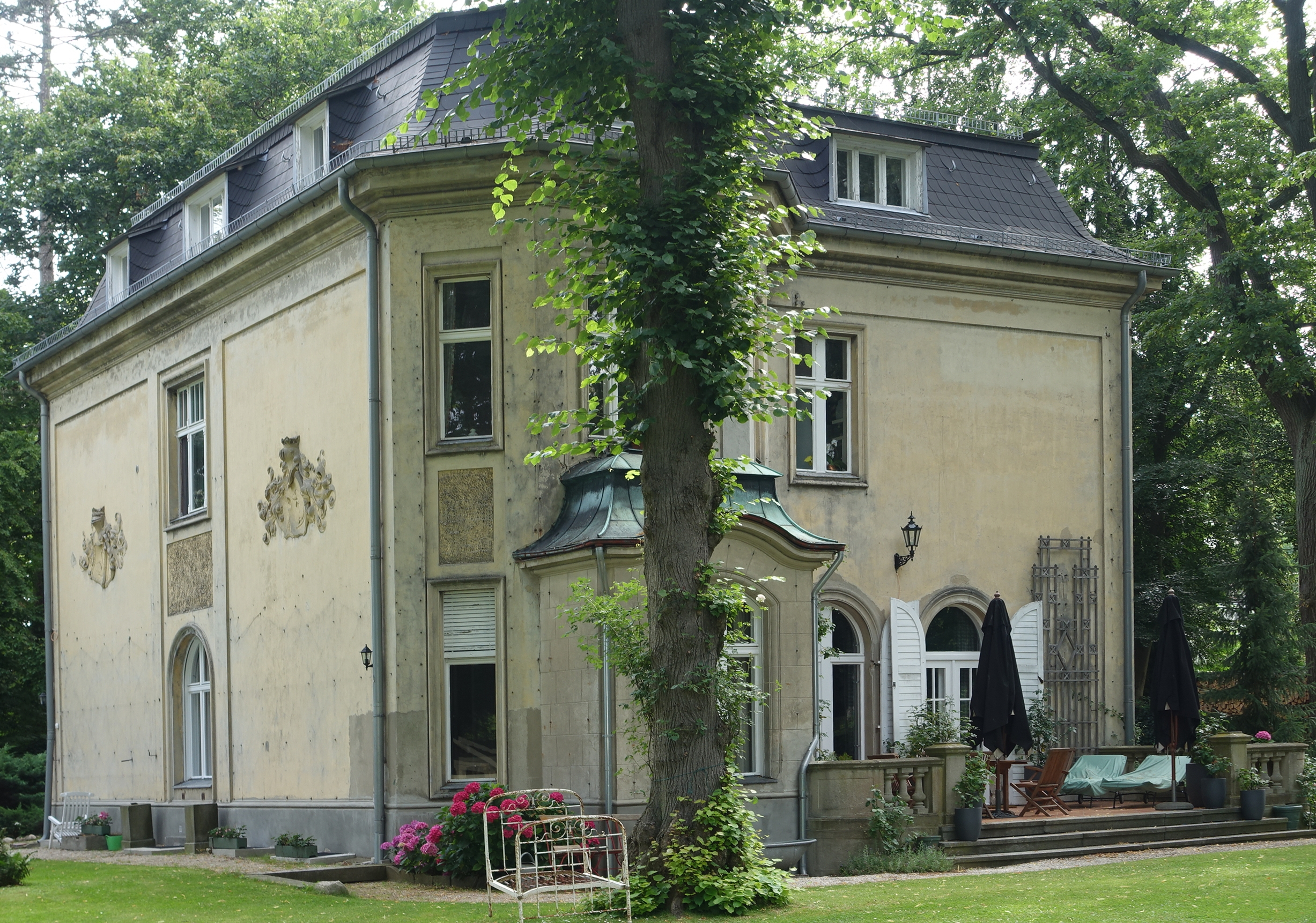
Inselstraße 37, Schwanenhof, erbaut 1901
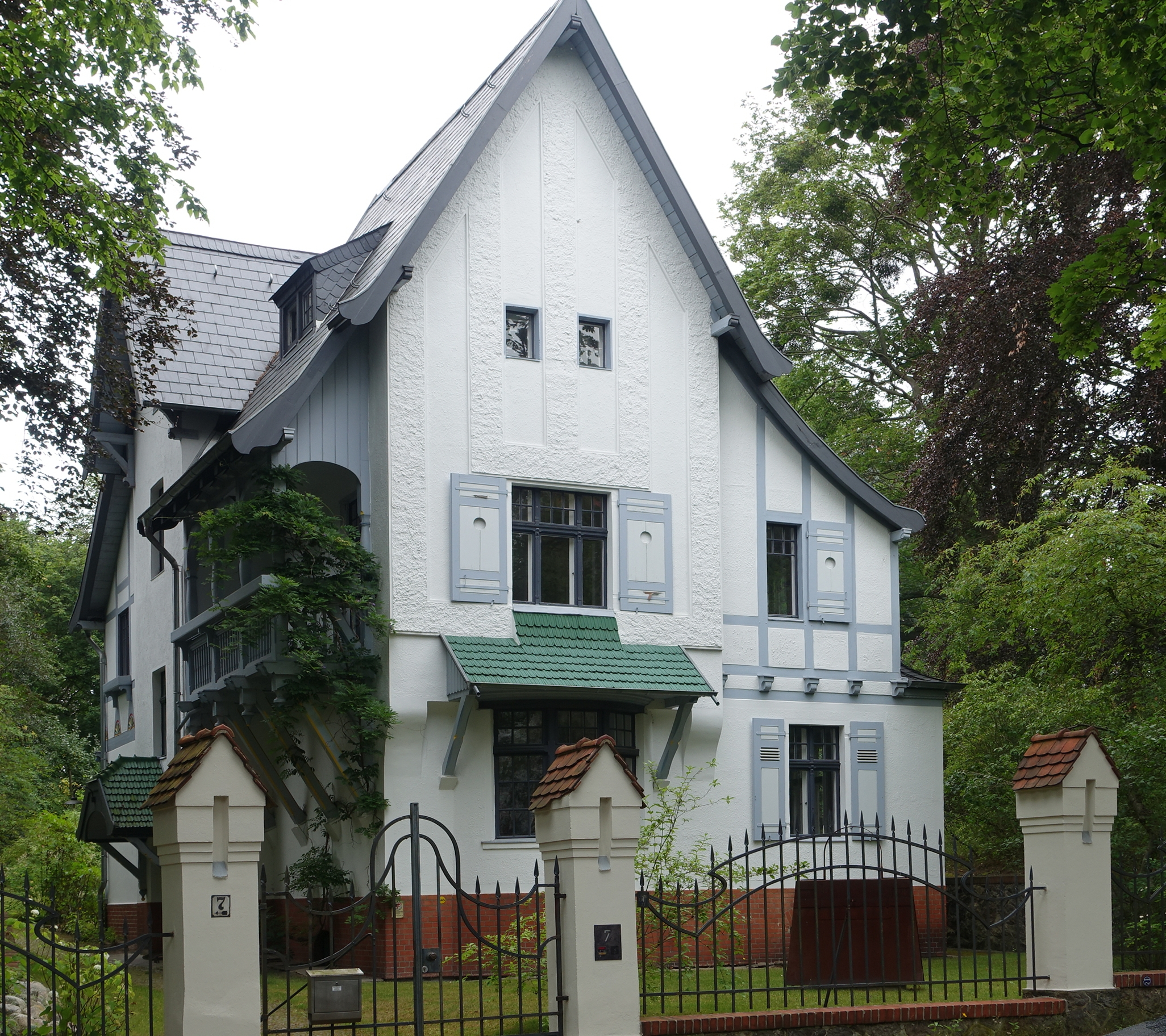
Libellenstraße 7, Pförtnerhaus, erbaut 1903
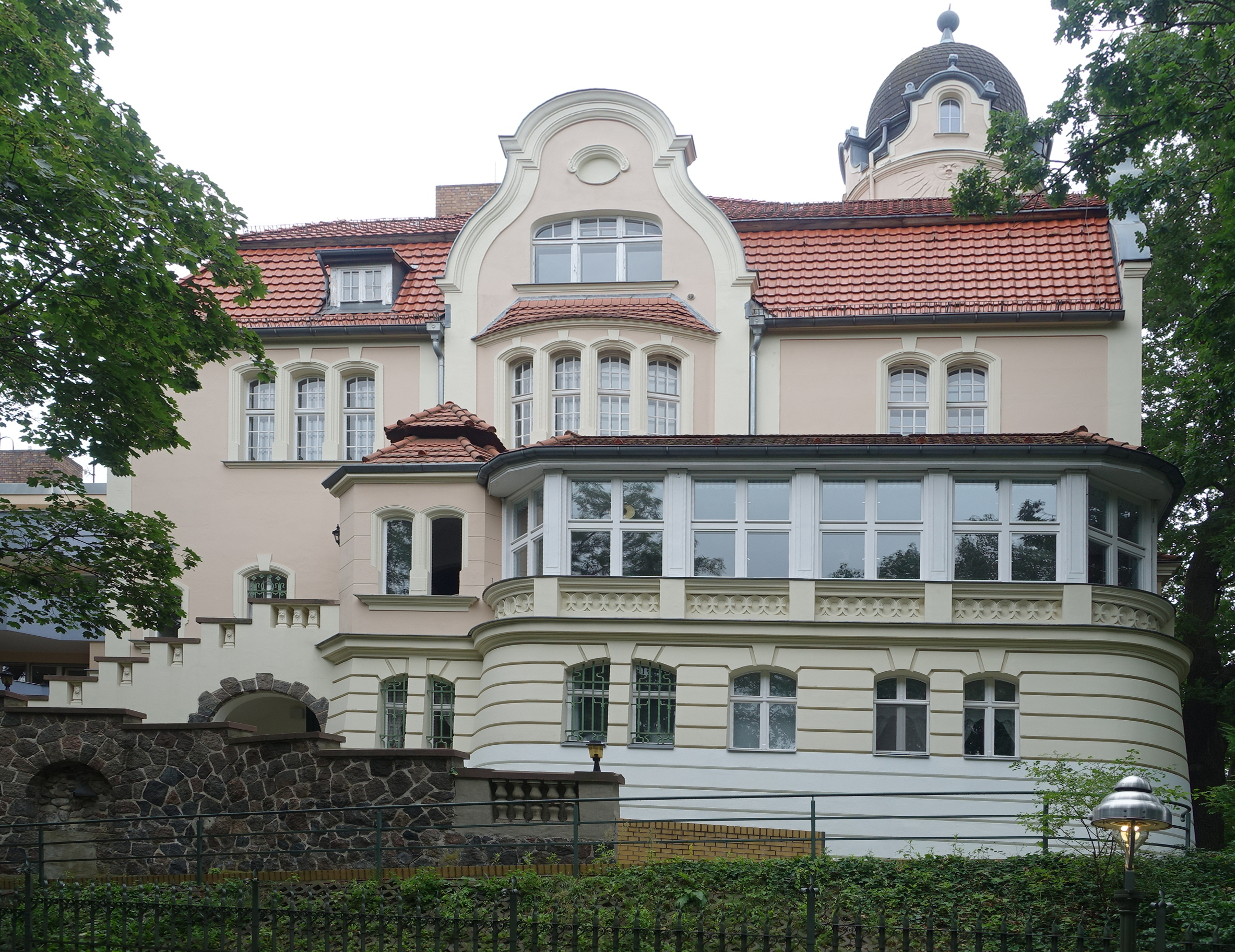
Libellenstraße 17, Villa Rosenburg, erbaut 1902
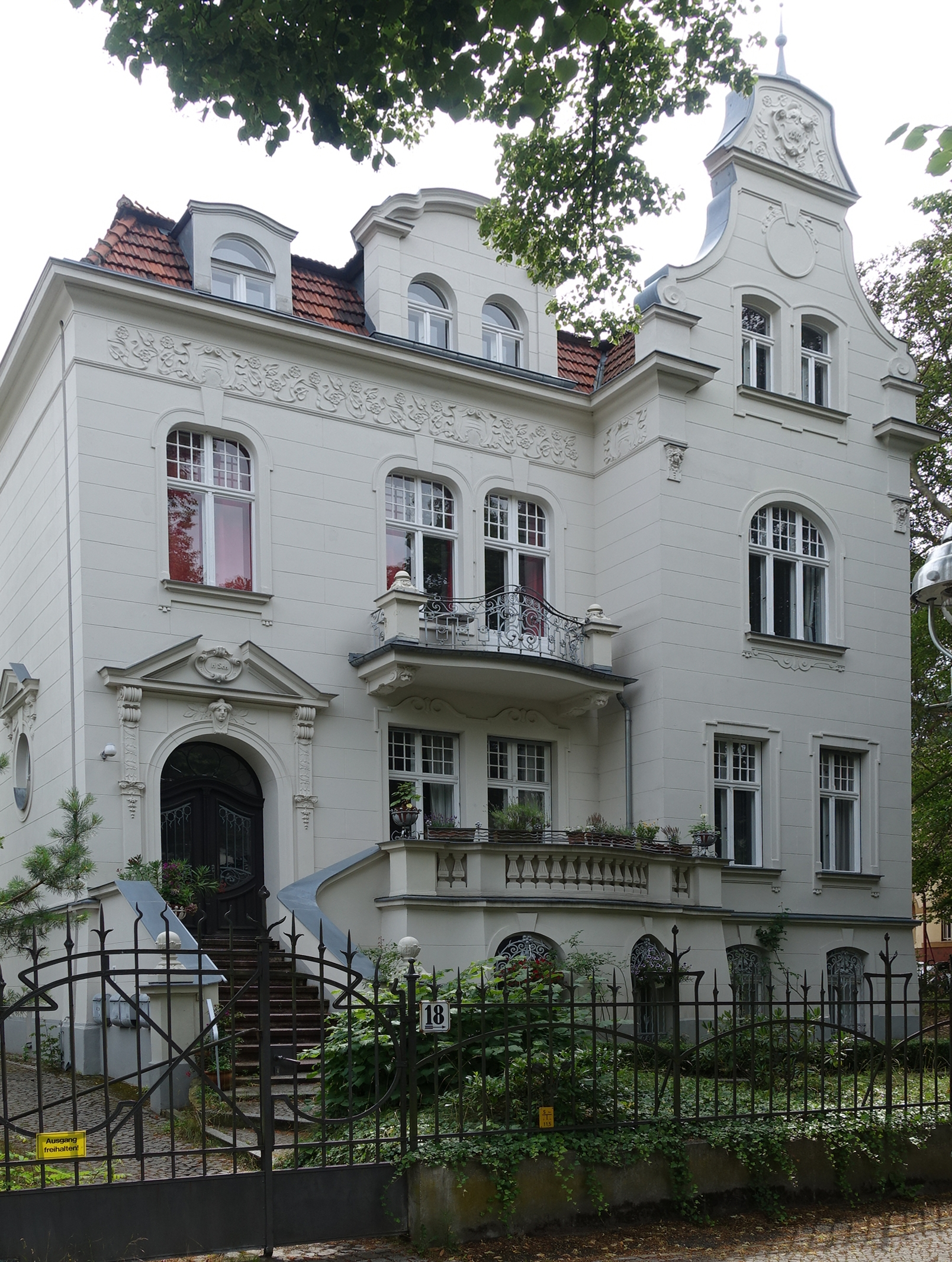
Prinz-Friedrich-Leopoldstraße 18, erbaut 1903
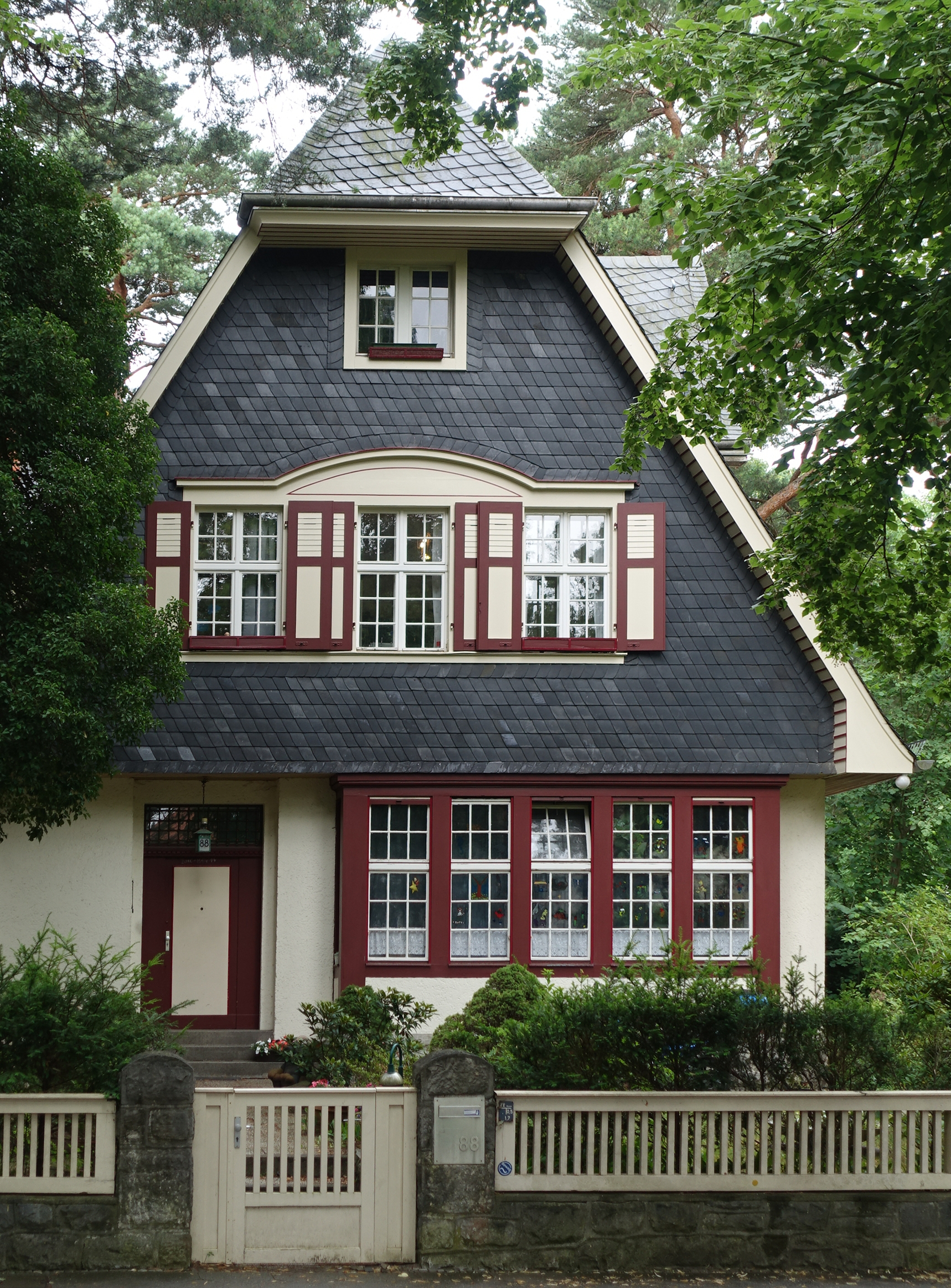
Spanische Allee 88, erbaut 1916
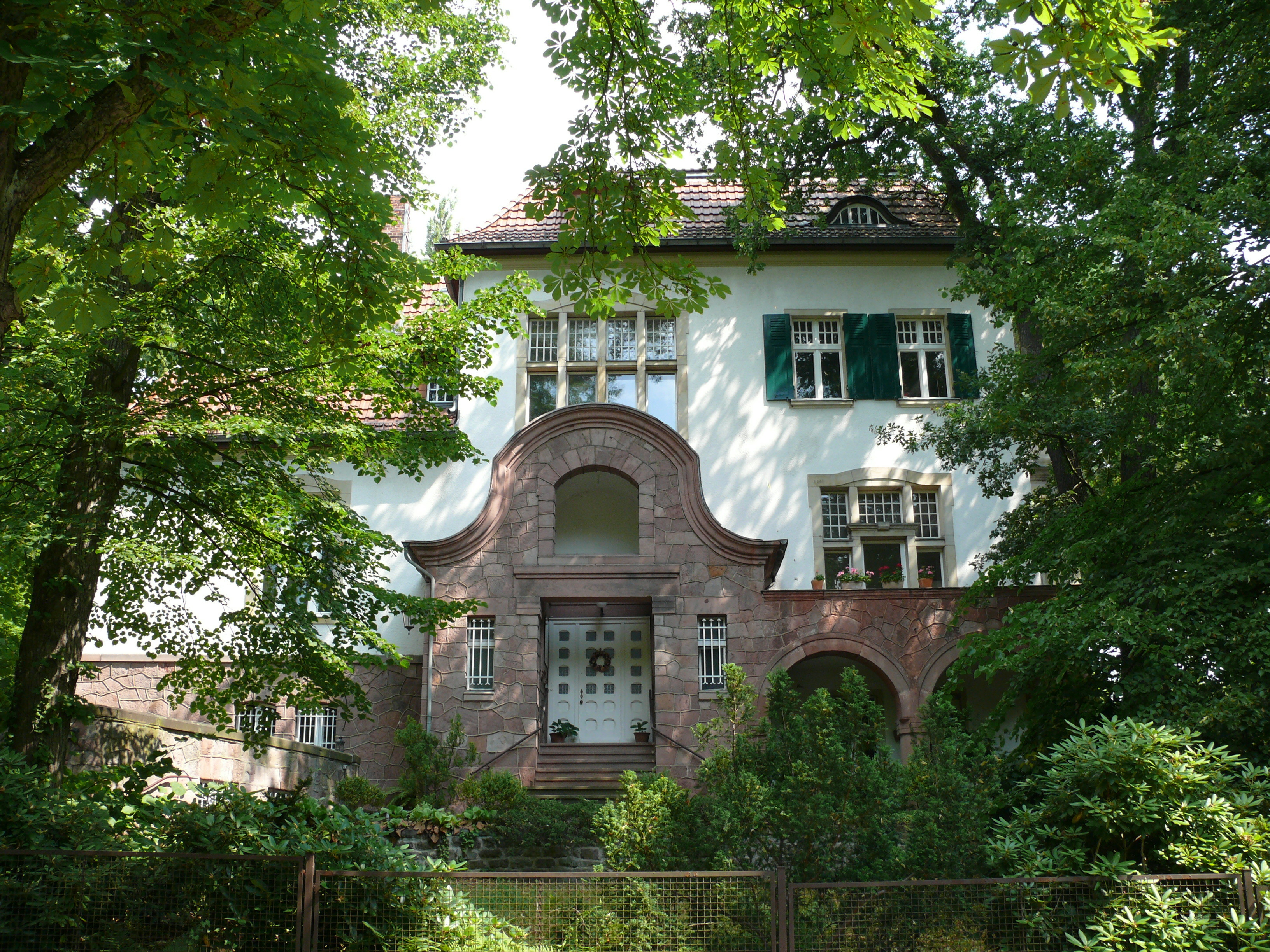
Teutonenstraße 24, erbaut 1906
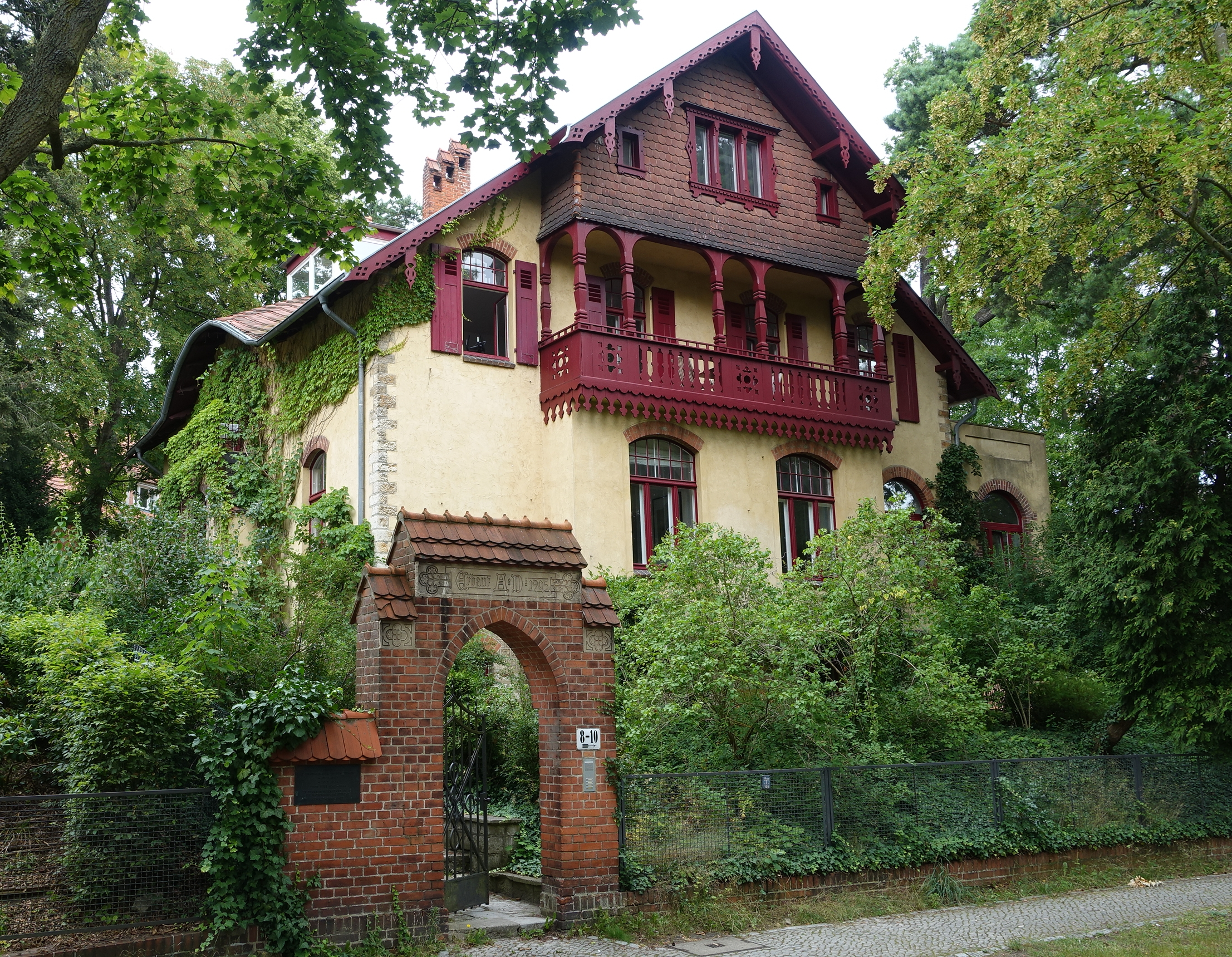
Tristanstraße 8, erbaut 1906

- Waldfriedhof Zehlendorf

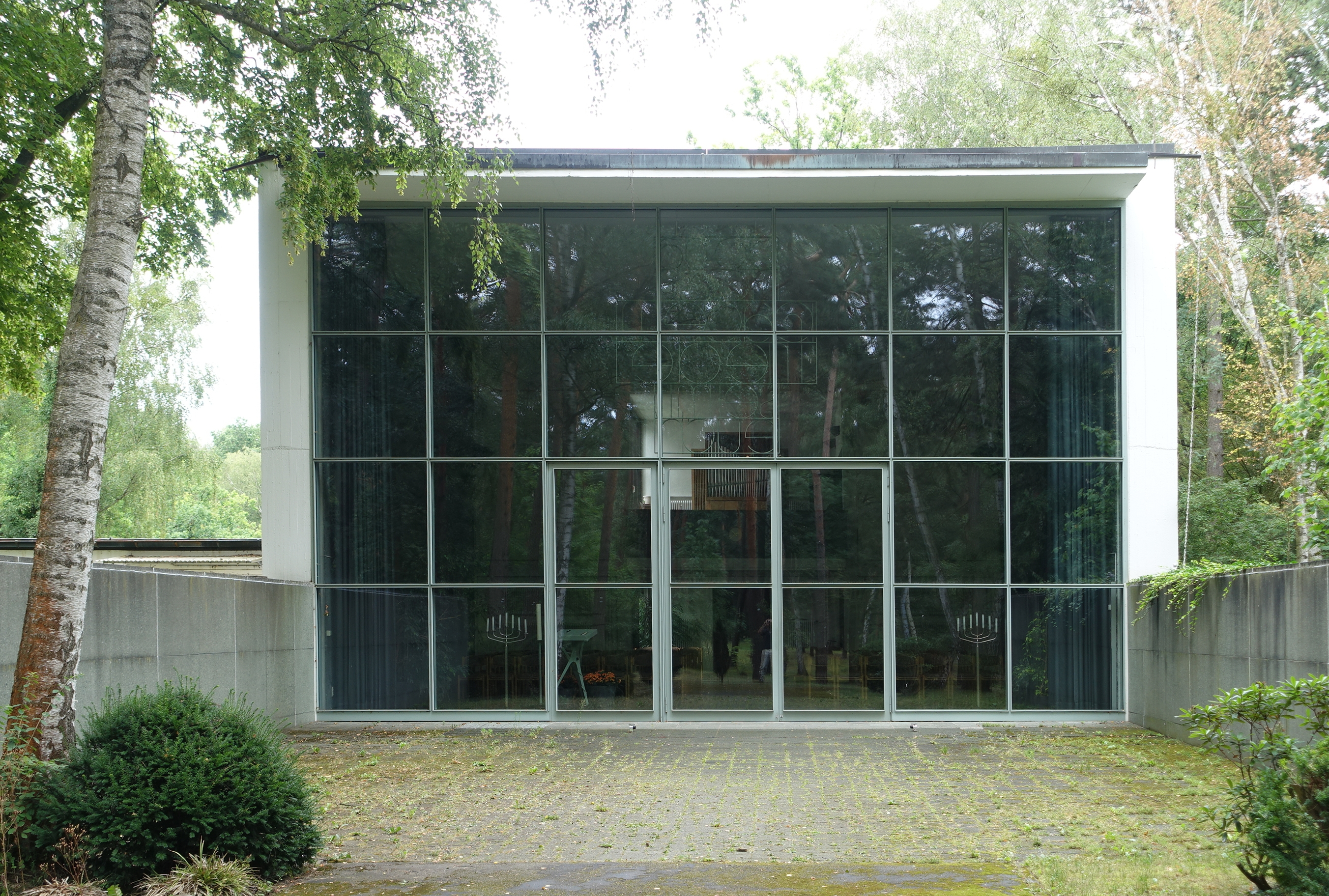
Große Feierhalle
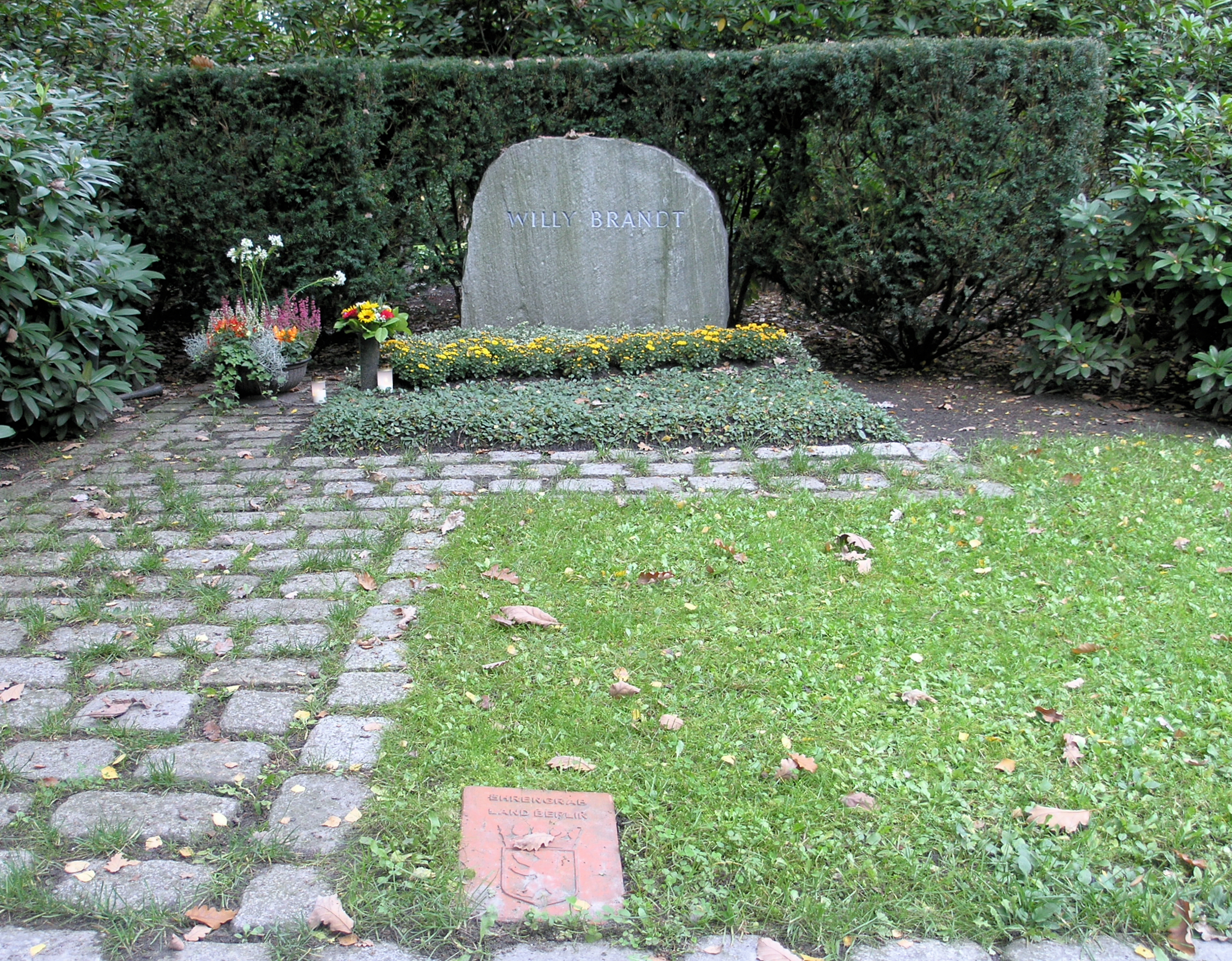
Grab Willy Brandt
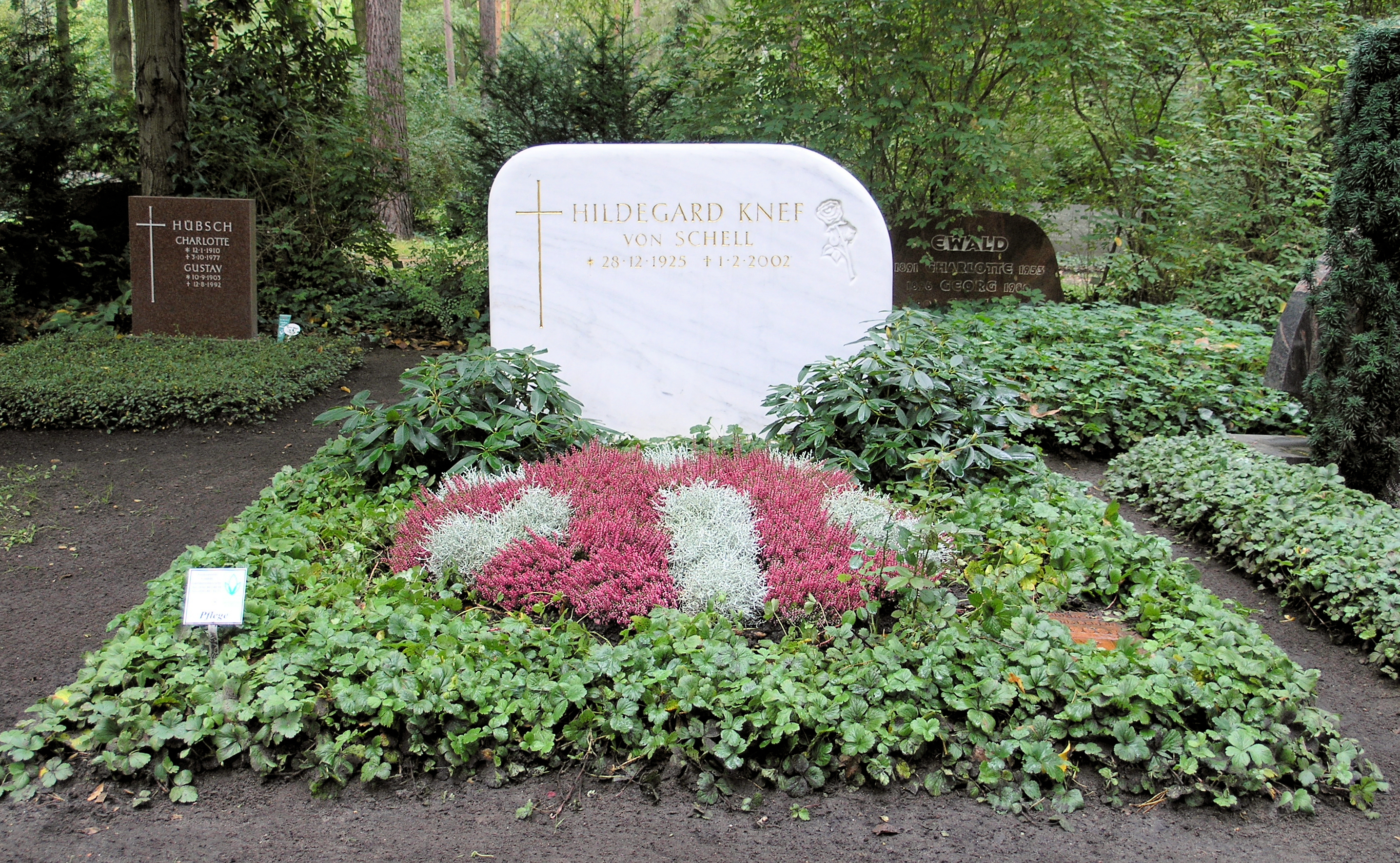
Grab Hildegard Knef
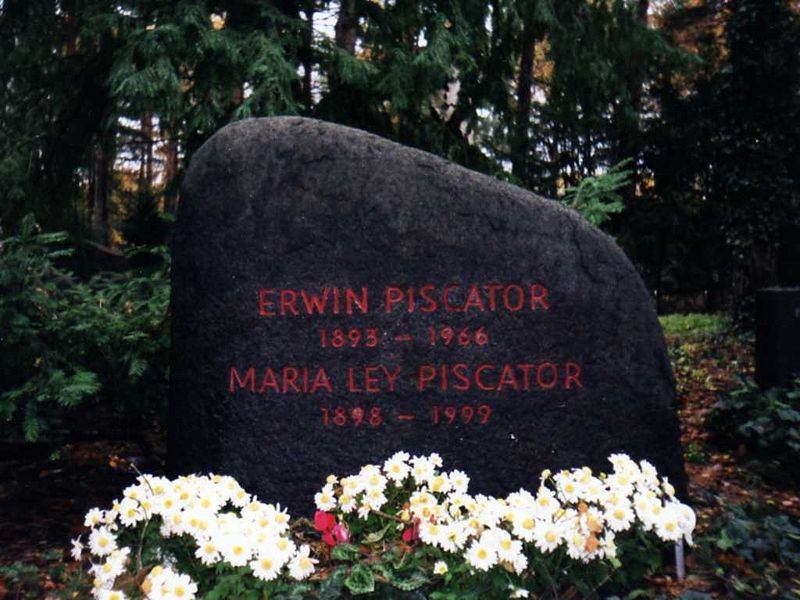
Grab Erwin Piscator
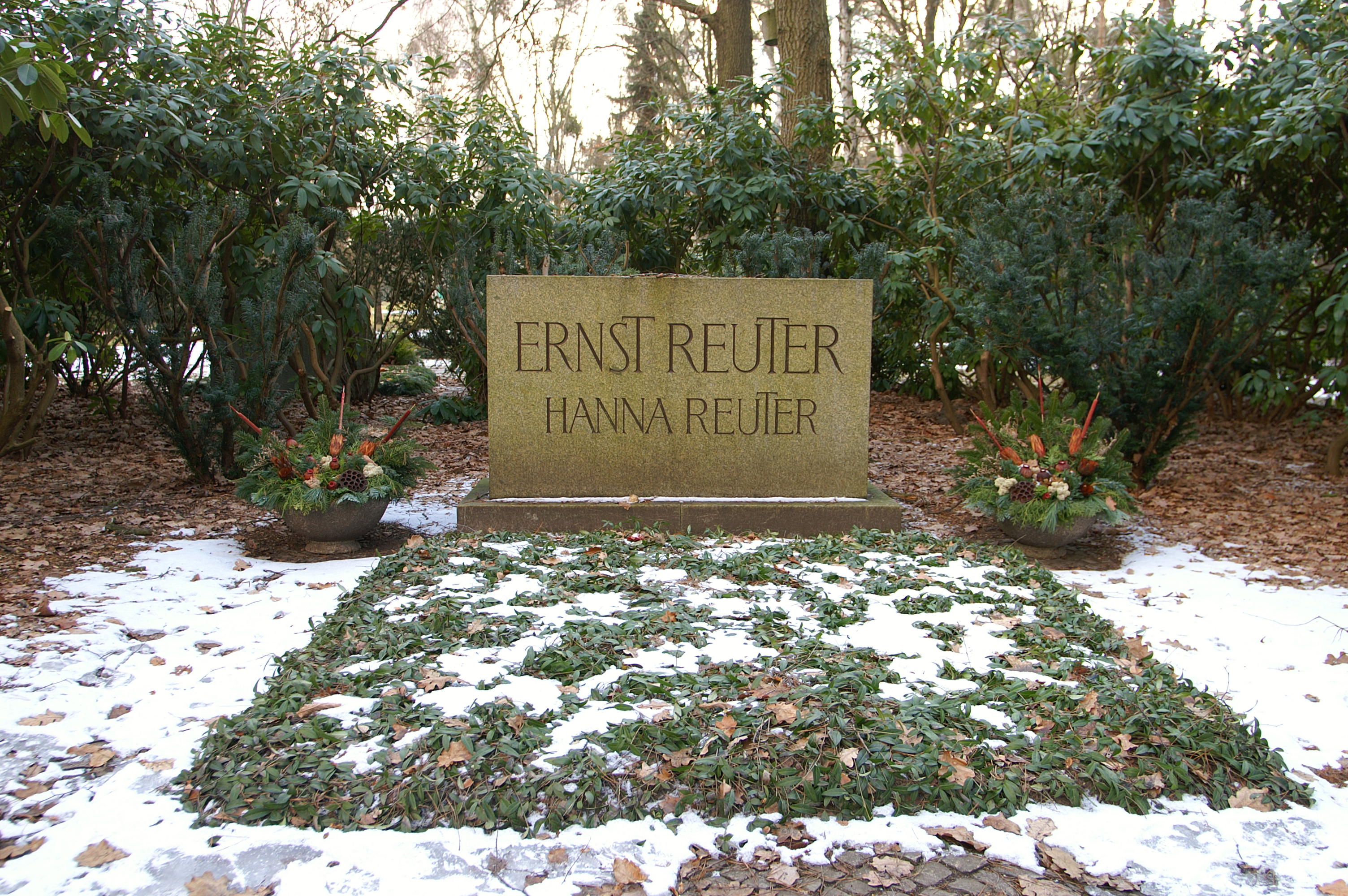
Grab Ernst Reuter
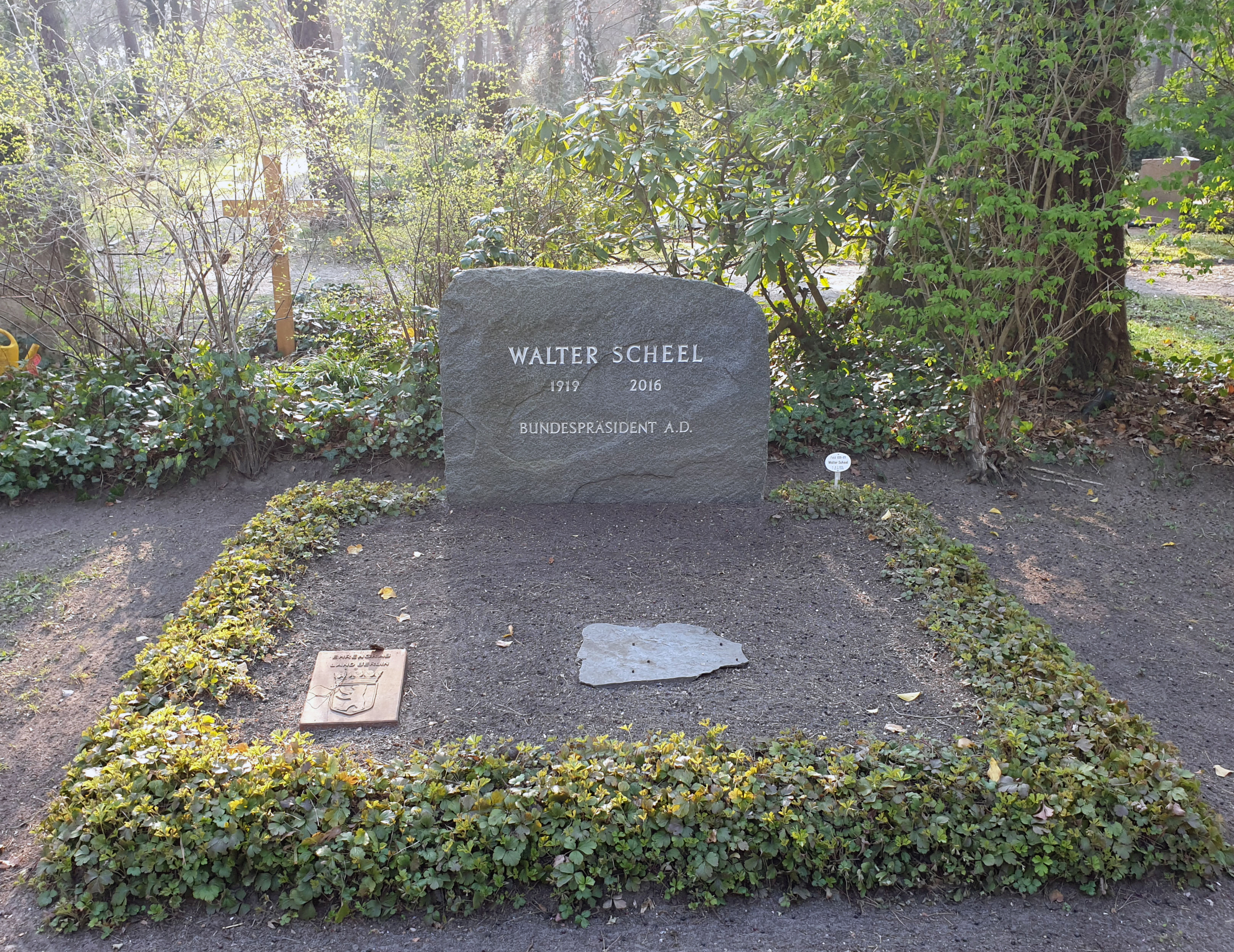
Grab Walter Scheel

## Ehemalige Überhorizont-Richtfunkanlage

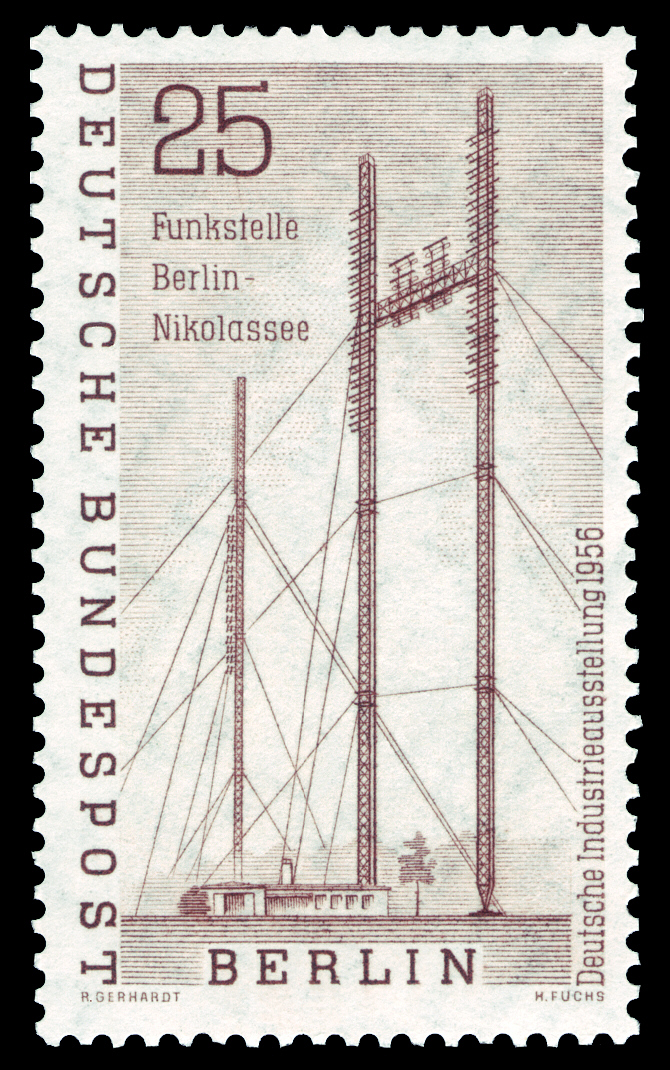
Funkstelle Berlin-Nikolassee auf einer Sondermarke

Rund 500 Meter östlich des Strandbades Wannsee errichtete die Abteilung für Post- und Fernmeldewesen des Magistrats von Berlin bzw. ab Januar 1951 Senatsverwaltung für Post- und Fernmeldewesen für die über das Fernamt Berlin in der Winterfeldtstraße laufenden Telefonverbindungen nach Westdeutschland die Richtfunkstelle Berlin 2, die im Mai 1951 den Betrieb aufnahm. Mit Richtantennen und hohen Sendeleistungen wurde der (wetterabhängige) Beugungseffekt der Radiowellen ausgenutzt.
Ab dem 20. Oktober 1952 konnte von dort auch eine Fernsehverbindung zum Hamburger Studio des Nordwestdeutschen Rundfunks (NWDR) geschaltet werden. Als Antennenträger der Überhorizont-Richtfunkanlage (Lage) dienten drei 150 Meter hohe abgespannte Stahlgittermaste. Davon waren zwei in 25 Metern Abstand aufgestellt und bildeten die Form eines ‚H‘, da sie in 120 Metern Höhe über eine Stahlfachwerkbrücke verbunden waren. Gegenstation war die ca. 135 Kilometer entfernte Funkstelle Höhbeck (späterer Name: Richtfunkstelle Gartow).
Im Briefmarken-Jahrgang 1956 der Deutschen Bundespost Berlin gab es anlässlich der Deutschen Industrieausstellung eine 25-Pf-Sondermarke (Michel-Nr. 157), auf der die drei Masten der Überhorizont-Richtfunkanlage Berlin-Nikolassee abgebildet sind.
Die im Berliner Volksmund kurz „Niko“ genannte Anlage verlor nach der Inbetriebnahme des Fernmeldeturms Schäferberg im Juli 1964 und dem 1970 begonnenen Aufbau der Richtfunkanlage Berlin-Frohnau an Bedeutung. Von 1969 bis 1973 liefen über die „Niko“-Antennen nur noch Fernseh-Übertragungsstrecken. Nach Demontage der Masten im Oktober 1974 und dem Abbau der technischen Geräte wurde das Gelände am 26. Mai 1975 an die Landesforstverwaltung übergeben.

## Verkehr

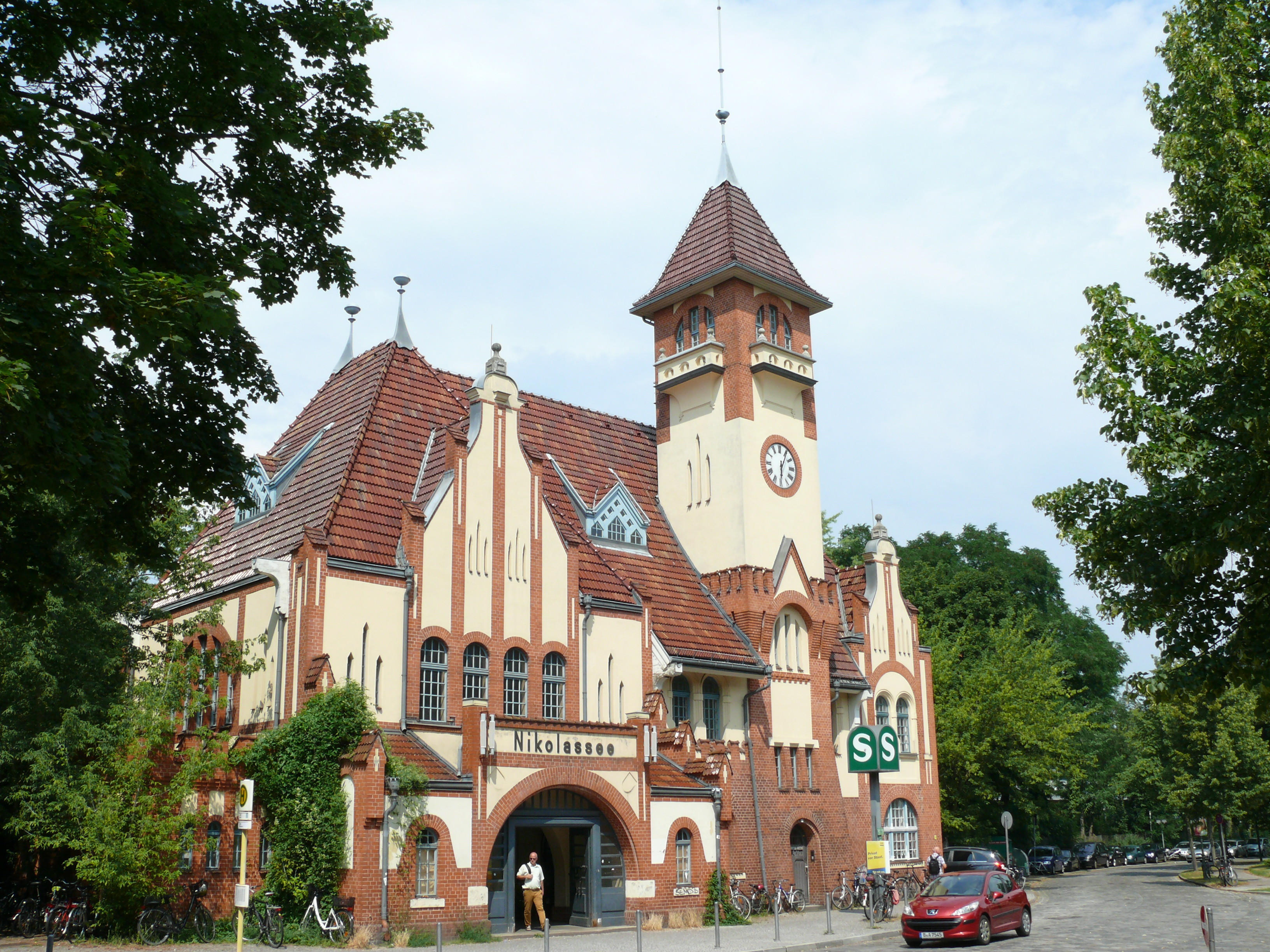
S-Bahnhof Nikolassee (erbaut 1901/1902 von Fritz Bräuning)

Nikolassee wird in Nord-Süd-Richtung von der Bundesautobahn 115 mit mehreren Anschlussstellen durchzogen. Die in Ost-West-Richtung verlaufende Bundesstraße 1 kreuzt die A 115 am Kreuz Zehlendorf.
In Nikolassee liegt der gleichnamige Bahnhof der S-Bahn-Linien S1 und S7 – zum einen Berlin-Nikolassee (Stadtbahn) an der Bahnstrecke Berlin–Blankenheim sowie andererseits Berlin-Nikolassee (Wannseebahn) an der Wannseebahn.

## Bildung
Im Ortsteil Nikolassee gibt es zwei Grundschulen, eine Sonderschule sowie das Dreilinden-Gymnasium und das Werner-von-Siemens-Gymnasium.

## Persönlichkeiten

### Söhne und Töchter des Ortsteils
- Wilhelm von Blume (1835–1919), preußischer General
- Georg Eppenstein (1867–1933), Opfer der Köpenicker Blutwoche
- Karl-Heinz Hagen (1919–1994), Journalist
- Hans Oliva-Hagen (1922–1992), Schriftsteller und Drehbuchautor
- Peter Ellgaard (* 1940), Fernsehjournalist
- Alexander Markschies (* 1969), Kunsthistoriker

### Mit Nikolassee verbundene Persönlichkeiten
- Oskar Cordel (1843–1913), Schachspieler und -autor, lebte An der Rehwiese 15
- Friedrich Trendelenburg (1844–1924), Chirurg, lebte in der Libellenstraße 4
- Hermann Muthesius (1861–1927), Architekt, lebte in Nikolassee
- Helene Stöcker (1869–1943), Frauenrechtlerin, lebte in der Münchowstraße 1
- Oskar Fried (1871–1941), Dirigent und Komponist, lebte in der Teutonenstraße 19
- Ferdinand Friedensburg (1886–1972), Politiker (CDU), lebte in der Hoiruper Straße 14a
- Kurt Kluge (1886–1940), Erzgießer und Schriftsteller, lebte in der Krottnaurerstraße 64
- Richard Friedenthal (1896–1979), Schriftsteller, wuchs in Nikolassee auf
- Josef Vassillière (1897–1967), Architekt, lebte in der Münchowstraße 3
- Hans Stübner (1900–1973), Maler, lebte in der Teutonenstraße 11a[12]
- Jochen Klepper (1903–1942), Theologe, lebte in der Teutonenstraße 23
- Eckart Muthesius (1904–1989), Architekt, lebte in Nikolassee
- Berthold Schenk Graf von Stauffenberg (1905–1944), Widerstandskämpfer gegen den Nationalsozialismus, lebte in der Tristanstraße 8–10
- Peter Poelzig (1906–1981), Architekt, lebte in Nikolassee
- Wolfgang Rademann (1934–2016), Fernsehproduzent, lebte in Nikolassee
- Brigitte Grothum (* 1935), Schauspielerin, lebt in Nikolassee
- Martin Buchholz (* 1942), Kabarettist, lebt in Nikolassee
- Thomas Danneberg (1942–2023), Schauspieler, Synchronsprecher, Synchronregisseur, Dialogbuchautor
- Christian Lindner (* 1979), Politiker, lebt in Nikolassee[13]